# Claude-Marie Meunier

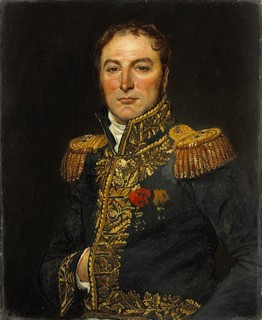
Claude-Marie Meunier

Claude-Marie Meunier (* 4. August 1770 in Saint-Amour; † 14. April 1846 in Paris) war ein französischer Général de division der Infanterie. 

## Leben
Meunier stammt aus einfachen Verhältnissen und begeisterte sich schon früh für die Theorien von Jean-Jacques Rousseau. 
1792 trat er als Kadett in das 35e régiment d’infanterie ein und nahm auch an einigen Kämpfen teil; erst in der Armée du Rhin, mit der er bei der Verteidigung von Mainz 1793 diente, später bei der Armée d’Italie. 1798 war er Capitaine und zu Jahresbeginn 1810 bereits Général de brigade. 
Am 25. März 1805 heiratete Meunier in Paris Laure David, die Tochter des Malers Jacques-Louis David, der ihn 1812 auch porträtierte. Einer von Meuniers Söhnen wurde später Bürgermeister von Lille. 
Meunier kämpfte in den napoleonischen Kriegen auf der iberischen Halbinsel und begleitete 1812 Napoleon auf dessen Russlandfeldzug. Dort wurde er verwundet, konnte sich aber zurück nach Frankreich retten. 
Nach der Abdankung Napoleons schloss sich Meunier den Bourbonen an und wurde deshalb während der Restauration von König Ludwig XVIII. als Militärkommandant von Poitiers berufen. 
Im Alter über 75 Jahren starb Claude-Marie Meunier am 14. April 1846 in Paris und fand seine letzte Ruhestätte auf dem Friedhof Père-Lachaise nahe dem Grab seines Schwiegervaters. Einige Wochen vor seinem Tode erlebte er noch die Veröffentlichung seiner Memoiren.

## Ehrungen
- Baron de l'émpire
- sein Name findet sich am südlichen Pfeiler (30. Spalte) des Triumphbogens am Place Charles-de-Gaulle (Paris).

## Werke
- Claude-Michel Meunier: L’histoire populaire de Napoléon, suivie de la translation de ses restes mortels à Paris. Paris 1846.